# Chudotvorets
Chudotvorets (Чудотворец) est un film soviétique de comédie réalisé par Aleksandr Panteleyev, sorti en 1922.

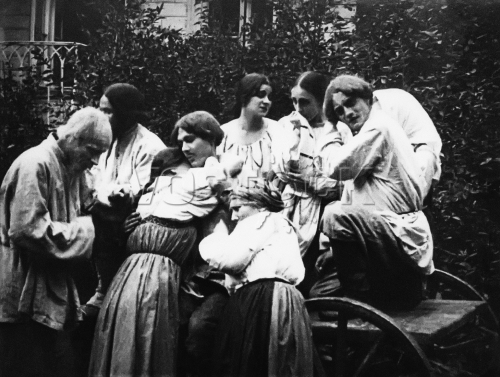
Photo extraite du film.

Le film dont le propos est antireligieux a été vu par Lénine dans les derniers mois de sa vie.

## Synopsis
Mizgir est un jeune paysan dont le comportement malicieux conduit sa maîtresse à l'envoyer dans un régiment à Saint-Pétersbourg. Intelligent, vif et débrouillard, il s'adapte rapidement à la vie militaire et excelle dans ses fonctions. Bien qu'il ait souvent des ennuis avec le sergent pour ses pitreries, il garde une attitude optimiste et joyeuse. Cependant, de mauvaises nouvelles arrivent de son village : ses parents âgés ont perdu leur vache et sa fiancée, Dunya, est harcelée sans relâche par le gestionnaire du domaine, ce qui inquiète Mizgir.
Un jour, alors qu'il monte la garde devant une icône de Notre-Dame de Kazan richement décorée de diamants et de bijoux, Mizgir réfléchit à la manière d'aider ses parents en difficulté et de protéger sa fiancée. Accablé par le désespoir, il brise le verre qui entoure l’icône et retire une grosse pierre précieuse de la couronne de la Vierge.
Lorsque le vol est découvert, Mizgir fait face aux autorités. Sans se laisser décourager, il déclare avec audace que la pierre précieuse lui a été offerte directement par la Vierge Marie elle-même.

## Fiche technique
- Titre original : Чудотворец
- Titre anglais : The Miracle Maker
- Réalisateur : Aleksandr Panteleyev
- Production : Sevzapkino
- Genre : Comédie
- Durée : 43 minutes
- Date de sortie : 9 août 1922

## Distribution
- Pyotr Kirillov (en) : Yeremei Mizgir
- Yelena Tumanskaya : Dunya
- Vasili Kozhura : Nicolas I
- Raisa Mamontova : Alexandra Feodorovna

## Biographie
- (en) Peter Rollberg, Historical Dictionary of Russian and Soviet Cinema, 2016  (ISBN 9781442268425) p. 555